# Вест Гленс Фолс (Њујорк)
Вест Гленс Фолс (енгл. West Glens Falls) насељено је место без административног статуса у америчкој савезној држави Њујорк.

## Демографија
По попису из 2010. године број становника је 7.071, што је 350 (5,2%) становника више него 2000. године.
| Група             | 2000.         | 2010.         |
| Белци             | 6.542 (97,3%) | 6.778 (95,9%) |
| Афроамериканци    | 28 (0,4%)     | 51 (0,7%)     |
| Азијати           | 17 (0,3%)     | 49 (0,7%)     |
| Хиспаноамериканци | 67 (1,0%)     | 89 (1,3%)     |
| Укупно            | 6.721         | 7.071         |